# Antin Drahan
Antin Drahan, ukr. Антін Драган, urodzony jako Andrij Łuciw, ukr. Андрій Луців (ur. 28 sierpnia 1913 r. we wsi Holeszów, zm. 9 lutego 1986) – ukraiński działacz i dziennikarz nacjonalistyczny, wieloletni aktywny działacz diaspory ukraińskiej w USA, emigracyjny pisarz, poeta i publicysta. W latach 1955–1979 redaktor naczelny dziennika Swoboda – największego emigracyjnego pisma ukraińskiego wychodzącego od 1893 w Stanach Zjednoczonych (nieprzerwanie najdłużej z gazet ukraińskich na świecie).

## Życiorys
Studiował prawo na Uniwersytecie Jana Kazimierza we Lwowie. W czasie studiów pracował w redakcji pisma Kооперативная родинa oraz był dziennikarzem pism Наше Слово i Голос. Ponadto publikował artykuły w nielegalnych pismach Organizacji Ukraińskich Nacjonalistów (OUN). W latach 1934–1936 był więziony za działalność w OUN. W 1938 r. wyjechał z Polski do Niemiec, gdzie podjął pracę w Ukraińskiej Służbie Prasowej w Berlinie. W 1942 r. przybył na okupowaną Ukrainę, zostając redaktorem naczelnym gazet Українeц i Хлібороб. W Winnicy w lipcu 1943 brał udział w ekshumacji mogił Ukraińców zamordowanych w okresie międzywojennym przez NKWD. W październiku 1943 r. wyjechał do okupowanej Francji, a stamtąd nielegalnie przekroczył granicę Hiszpanii. Osadzono go w obozie w Miranda de Ebro. Dla uzyskania amerykańskiej wizy imigracyjnej rozpoczął w obozie internowanych korespondencyjną współpracę z wychodzącą w New Jersey gazetą ukraińskiej diaspory Свободa. 12 maja 1946 r. przybył do USA, gdzie zmienił nazwisko Andrij Łuciw na Antin Drahan. Objął funkcję redaktora, a następnie redaktora naczelnego Swobody. Funkcję tę sprawował w latach 1955-1979. Jego najbliższymi współpracownikami w redakcji byli: Iwan Kedryn-Rudnycki, Bohdan Krawciw, Łuka Łuciw i Mychajło Sosnowskyj.
Ponadto redagował almanachy ukraińskiego ruchu nacjonalistycznego, pisząc do nich szereg artykułów. Używał pseudonimu Максим Подорожній. W 1949 r. opublikował książki pt. В країні волі. Підручник для нових імігрантів i Ukrainian Resistance; the Story of the Ukrainian National Liberation Movement in Modern Times, zaś w 1964 r. Український Народний Союз в минулому і сучасному , 1894-1964. Po nominacji kardynalskiej Josyfa Slipeho poświęcił mu zbiór wierszy pt. Маємо Кардинала (opublikowany w 1966). W 1986 r. wyszła broszura pt. Пам'ятаймо про Вінницю, dotycząca ekshumacji grobów ukraińskich w Winnicy w okresie II wojny światowej. Był członkiem Towarzystwa Naukowego im. Tarasa Szewczenki, Ukraińskiego Stowarzyszenia Narodowego i Ukraińskiej Amerykańskiej Rady Koordynacyjnej, organizując jej komisję prasową.